# Heide amiculi
Heide amiculi är en insektsart som först beskrevs av Sjöstedt 1921.  Heide amiculi ingår i släktet Heide och familjen Morabidae. Inga underarter finns listade i Catalogue of Life.